# Al-Musta'li
al-Musta'li, död 1101, var en egyptisk regent. Han var Egyptens regent mellan 1094 och 1101.